# 1083 Salvia
1083 Salvia је астероид главног астероидног појаса са средњом удаљеношћу од Сунца која износи 2,328 астрономских јединица (АЈ).
Апсолутна магнитуда астероида је 12,6 а геометријски албедо 0,065.